# Per Hüttner
Pour les articles homonymes, voir Hüttner.

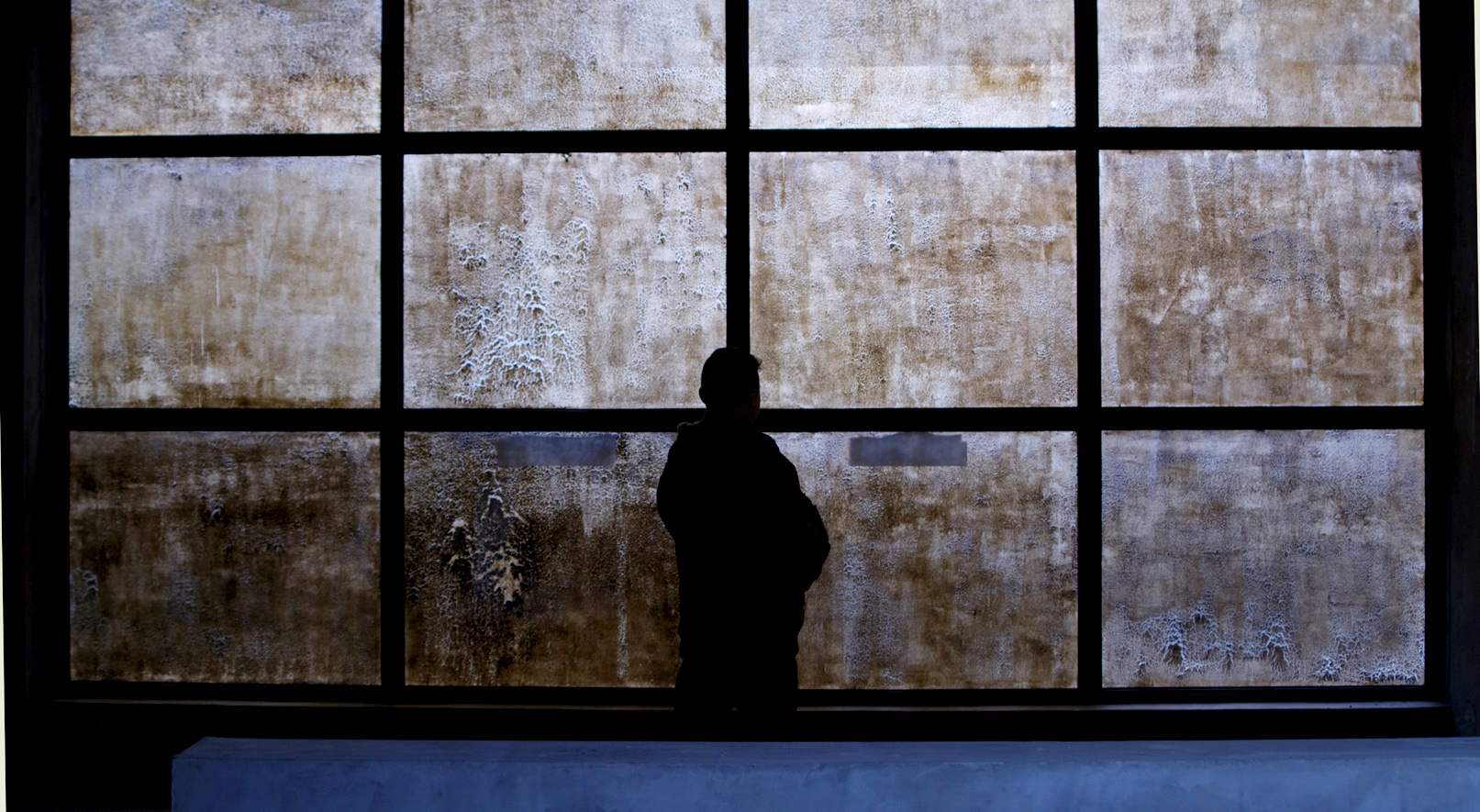
Putting Out the Fire with Gasoline, 2011

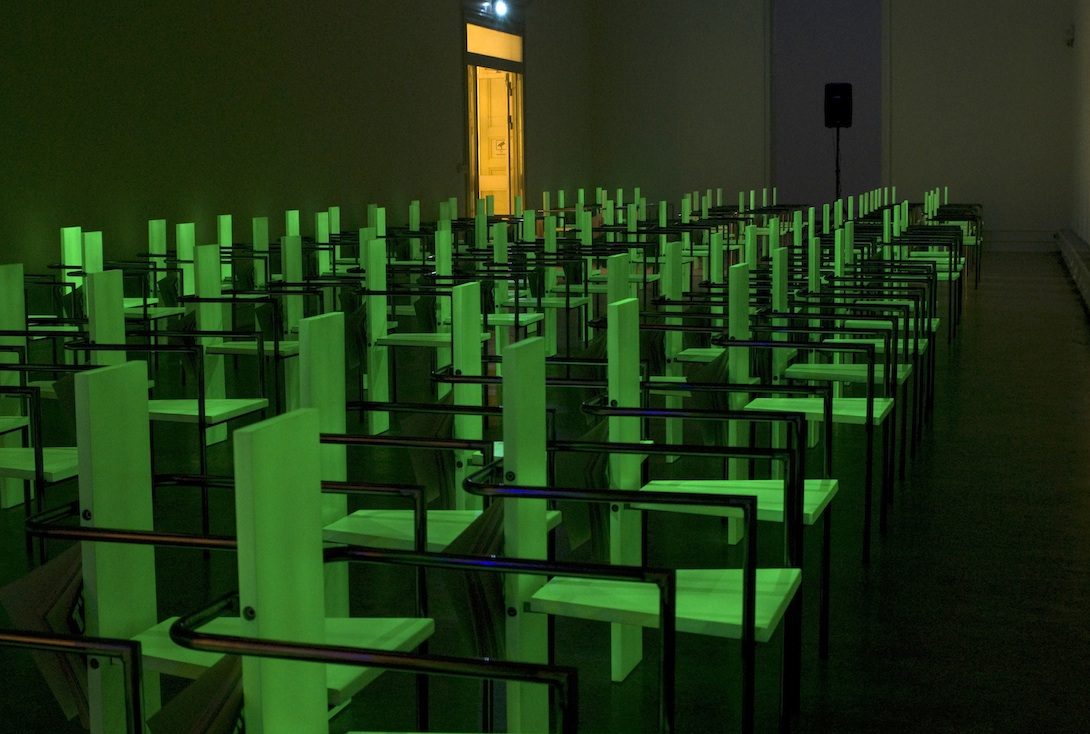
(In)visible Dialoguges, 2011 (nuit)

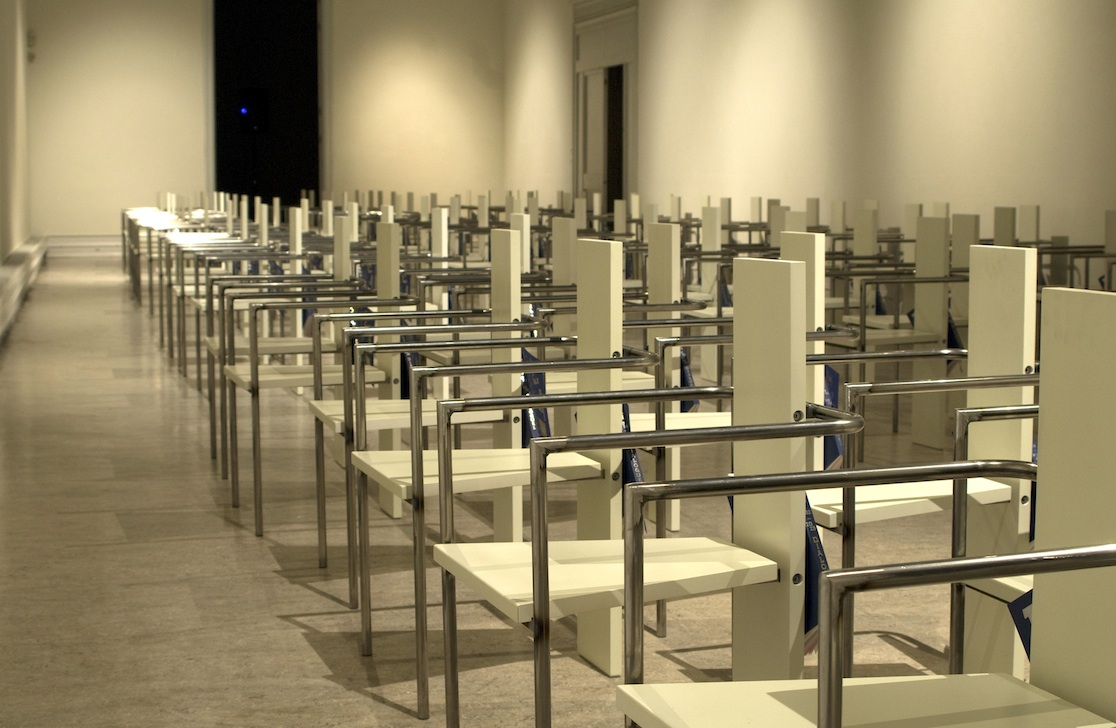
(In)visible Dialoguges, 2011 (jour)

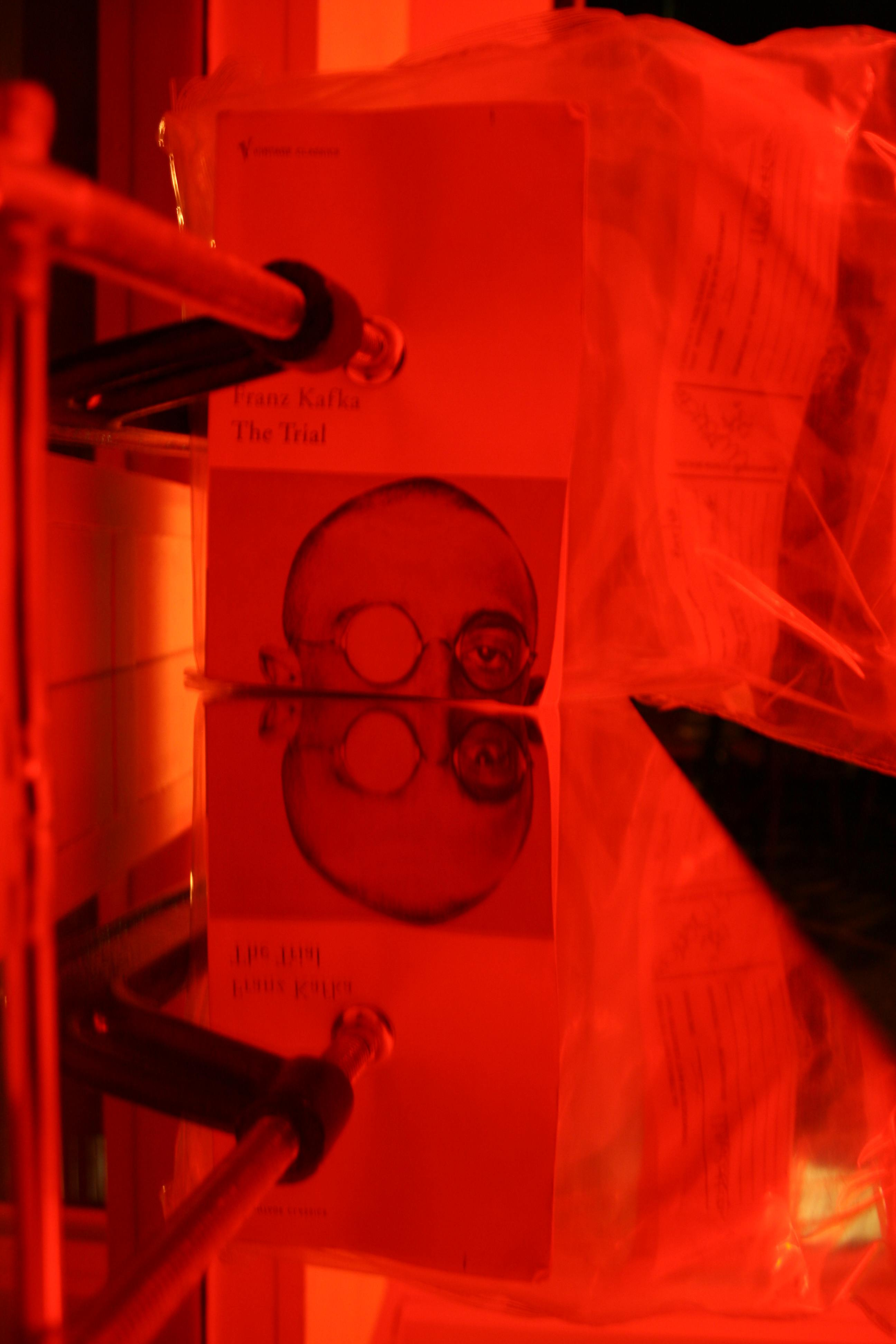
Quantum Police Installation, 2011
Installation au Cartel, Londres

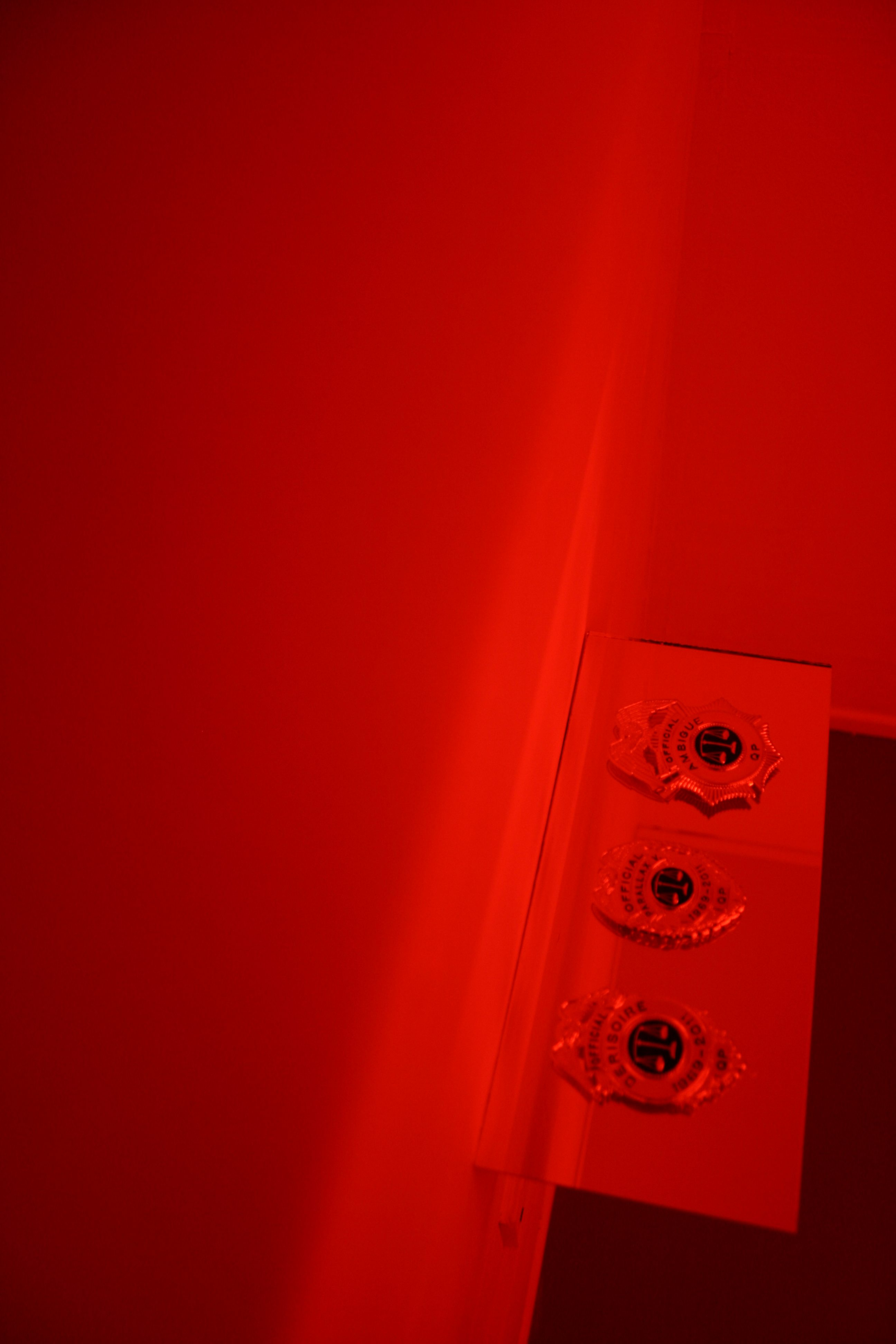
Quantum Police Installation, 2011
Installation au Cartel, Londres

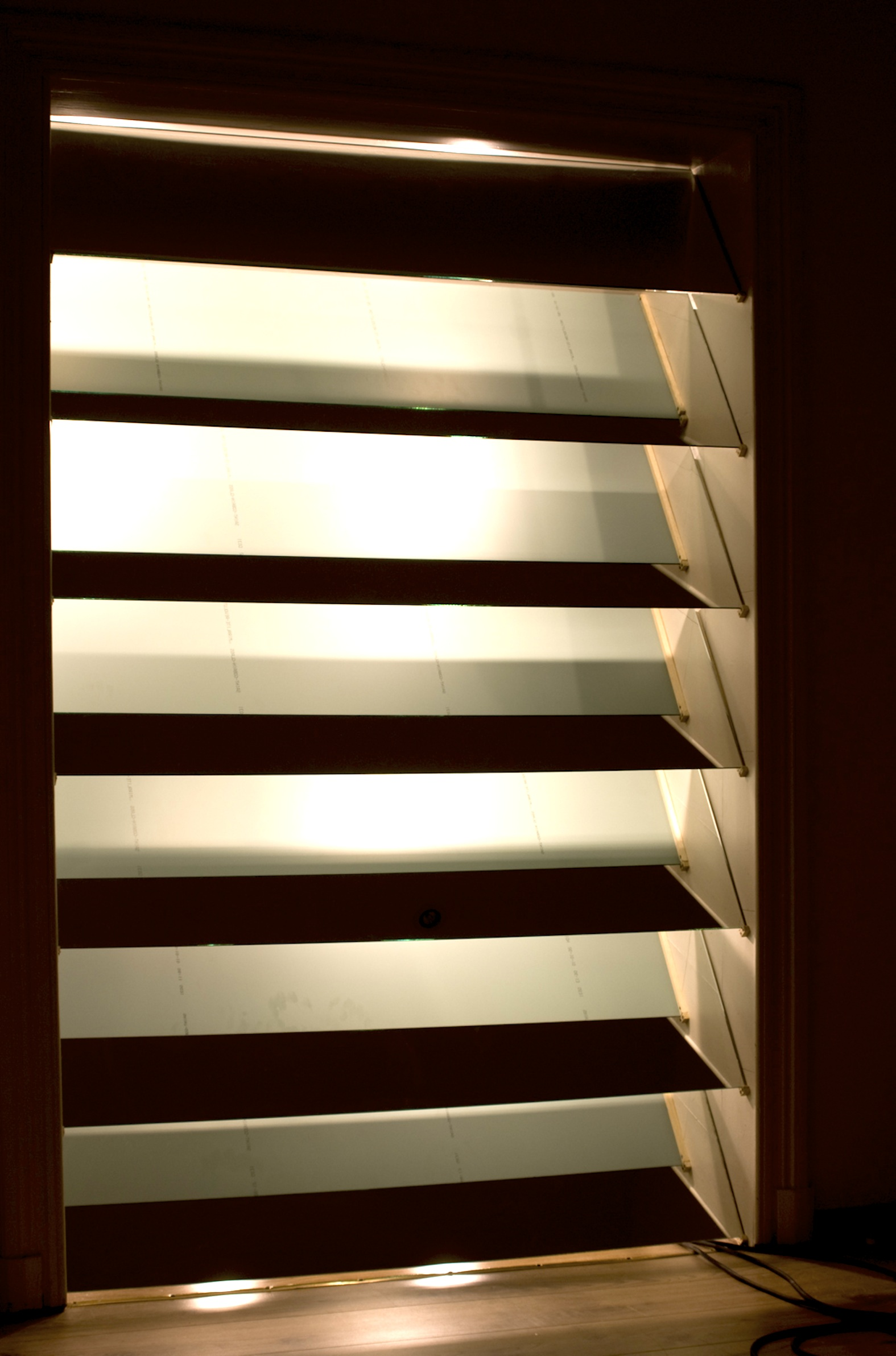
Quantum Police, 2011
Installation au Lambert Gallery

Per Allan Hüttner (né le 11 février 1967 à Oskarshamn) est un artiste plasticien suédois, se rattachant au l'art conceptuel. Il vit et travaille à Paris, France. Son travail circonscrit questions sur l'impermanence de l'existence humaine et comment ils se rapportent à des lois - à la fois juridique, naturel et social. La caractéristique la plus marquante du travail de Hüttner se retrouve dans le mouvement :

« Per Hüttner développe son œuvre dans une étrange fluidité. Depuis plusieurs années, il multiplie les interventions partout dans le monde, résidant à Stockholm, Los Angeles ou Paris et active simultanément rencontres, symposiums, installations, impulsant à son travail une hyper-mobilité géographique et conceptuelle permanente. Il mêle périodes d’activité intense, d’une densité peu commune, et retraites réflexives au beau milieu du network contemporain, moments d’inventions de fondamentaux et d’assemblages théoriques. Ainsi, Per Hüttner est il l’initiateur d’un dispositif nomade d’art contemporain intitulé Vision Forum, projet collectif qu’il construit en lien avec une recherche plastique plus personnelle. »

Son esthétique s'exprime aussi par des expressions plus classiques comme la photographie, les dessins et la vidéo :

« Articulé autour d'une logique de défi, le travail de Per est toujours lié a l'attente d'une réaction chez un spectateur que l'on soupçonne d'ordinaire trop passif ou trop gavé d'images pour réussir à réagir encore devant les propositions artistiques . […] Sans jamais vraiment rencontrer l'Autre, dans le pur autoérotisme sportif ou masturbatoire, l'Occident ne peut guère attendre de reconnaissance hormis la sienne propre, dans un narcissisme suicidaire. Per Huttner est un des très rares artistes contemporains à affronter cette problématique tragique sans concession ni fausse pudeur et à annoncer sans doute les termes d'un nouvel engagement d'un art que l'on soupçonne souvent à tort de nombrilisme. »

## Expositions personnelles
- V8skan Nobel Museum, Stockholm, Suède (2015)[4].
- The Silence Galleri Fagerstedt, Stockholm, Suède (2015)[5].
- Poseidon Recreates Lake Texcoco, Alam + Petrov and Casa Punk, Mexico, Mexique avec Jean-Louis Huhta (2014)[4]
- La Caméra Horloge, Borealis, Le Radar, Bayeux, France (2012)
- Flesh, Valerie Lambert Gallery, Brussels, Belgique (2012)
- (In)Visible Dialogues (avec biochemist Elias Arnér), Konstakademien, Stockholm, Suède (2011)[6]
- Quantum Police, curée par Anne Klontz, Valerie Lambert Gallery, Bruxelles ; DKTUS Stockholm et Putting Out the Fire with Gasoline, Manufactura’s Studio, Wuhan, Chine (2011)[6]
- >unknown at Zendai Contemporary Art Exhibition Hall, Shanghai, Chine (2010)[7]
- Do not Go Gentle, ERBA et Musée du Temps, Besançon, France (2009)
- Xiao Yao You, Guandong Museum of Art, Guangzhou, Chine (2006)
- Tundro, Contemporary Art Gallery, National Museum, Szczecin, Pologne (2006)
- Repetitive Time, Göteborgs Konstmuseum, Göteborg, Suède (2006)
- Per Hüttner, Xposeptember, Liljevalchs konsthall, Stockholm, Suède (2005)
- I Am a Curator, Chisenhale Gallery, Londres, Royaume-Uni (2003)

## Expositions collectives
- Normalcy, Moderna Bar, Moderna Museet (avec Isabel Löfgren, Samon Takahashi, Jean-Louis Huhta etc.), Stockholm, Suède (2014)[4]
- Formas únicas da continuidade no espaço, 33 Panorama da arte brasileira, Museu de Arte Moderna de São Paulo, Sao Paulo, Brésil (2013)
- Godzilla and the Phoenix, OuUnPo-Japan, Wacoal art Center, BankART and Embassy of Sweden; Tokyo/Yokohama, Japon (2013)
- Transmedia, (curated by Yang Qingqing), Palais de Tokyo, Paris, France (2013)
- An Opera in Five Acts, David Roberts Arts Foundation, Londres, Angleterre (with Fatos Ustek) (2012-13)
- Le choix de titre est un faux problème, CNEAI Paris, Paris, France[8] (2011)
- Notes from a Grainy Surface (avec Fatos Ustek), A CLOCK THAT RUNS ON MUD, curated by Jennifer Teets, Nero Magazine, Italie (2011)[9]
- Concrete Poetry, The Hayward Gallery, Londres, Angleterre (2011)[10]
- The Invisible Generation (As “Private Contractors” avec Olav Westphalen), Les Kurbas Center; The National Museum of Art and artist street, Kiev, Ukraine (2010)[11]
- Crash – The other versions, avec postautonomy.co.uk, Liverpool Biennial, Liverpool UK and various public venues à Zurich, Suisse (2008)
- Nothing to Declare, 4th Oberschwaben Contemporary Art Triennial, Friedrichshafen, Allemagne (2008)
- Filling the City with Dreams (performance), Zendai MOMA, Shanghai, Chine.
- Art is always somewhere else, International Biennial of Young Artists, Bucarest, Roumanie (2006)
- 20 Years !, Bonniers Konsthall, Stockholm, Suède (2006)
- Copy-Art.net, Institute of Contemporary Arts, Londres, Royaume-Uni (2004)
- BIDA 2003, Centro de Arte de Salamanca, Espagne (2003)
- Slowdive, Yerba Buena Center for the Arts, San Francisco, USA (2002)
- Fasten Seatbelts, Galerie Krinzinger, Vienne, Autriche (1998)